# Tiaret (provins)
Provinsen Tiaret (arabisk: ولاية تيارت) er en af Algeriets 48 provinser. Provinsen har et areal på 20.673 km2
og et indbyggertal på 846.823 (2008) indbyggere. Hovedbyen er byen Tiaret.